# Campeonato de Francia de Rugby 15 1996-97
El Campeonato de Francia de Rugby 15 1996-97 fue la 98.ª edición del Campeonato francés de rugby.
El campeón del torneo fue el equipo de Toulouse quienes obtuvieron su décimo cuarto campeonato.

## Desarrollo

### Grupo 1
| Pos | Equipo    | Puntos |
| --- | --------- | ------ |
| 1   | Bourgoin  | 45     |
| 2   | Agen      | 43     |
| 3   | Toulouse  | 42     |
| 4   | Dax       | 42     |
| 5   | Castres   | 40     |
| 6   | Biarritz  | 37     |
| 7   | Grenoble  | 32     |
| 8   | Béziers   | 30     |
| 9   | Nîmes     | 25     |
| 10  | Périgueux | 24     |

| Pos | Equipo                | Puntos |
| --- | --------------------- | ------ |
| 1   | Brive                 | 43     |
| 2   | Montferrand           | 41     |
| 3   | Perpignan             | 41     |
| 4   | Pau                   | 39     |
| 5   | Bègles-Bordeaux       | 38     |
| 6   | Narbonne              | 38     |
| 7   | Toulon                | 38     |
| 8   | Colomiers             | 36     |
| 9   | Paris Université Club | 24     |
| 10  | Dijon                 | 22     |

### Octavos de final
| 11 de mayo de 1997 | Toulouse | 24 - 22 | Narbonne |  |  |

| 11 de mayo de 1997 | Brive | 31 - 36 | Colomiers |  |  |

| 11 de mayo de 1997 | Grenoble | 27 - 27 | Agen |  |  |

| 11 de mayo de 1997 | Perpignan | 26 - 29 | Bourdeaux-Begles |  |  |

| 11 de mayo de 1997 | Bourgoin | 23 - 14 | Beziers |  |  |

| 11 de mayo de 1997 | Pau | 23 - 20 | Castres |  |  |

| 11 de mayo de 1997 | Montferrand | 12 - 6 | Toulon |  |  |

| 11 de mayo de 1997 | Dax | 22 - 18 | Biarritz |  |  |

### Cuartos de final
| 18 de mayo de 1997 | Toulouse | 21 - 12 | Colomiers |  |  |

| 18 de mayo de 1997 | Agen | 22 - 18 | Bourdeaux-Begles |  |  |

| 18 de mayo de 1997 | Bourgoin | 24 - 8 | Pau |  |  |

| 18 de mayo de 1997 | Montferrand | 22 - 18 | Dax |  |  |

### Semifinal
| 24 de mayo de 1997 | Toulouse | 23 - 16 | Agen |  |  |

| 24 de mayo de 1997 | Bourgoin | 21 - 17 | Montferrand |  |  |

### Final
| 31 de mayo de 1997 | Toulouse | 12 - 6 | Bourgoin | Parc des Princes, París |  |

| Bandera de Francia   |
| Campeón Toulouse     |
| Décimo cuarto título |